# Театр Кампу Алегри
Театр Кампу-Алегри (порт. Teatro do Campo Alegre) — муниципальный драматический театр в городе Порту, в Португалии. Открыт в 2000 году.

## Общие сведения
Здание театра было построено в 2000 году по проекту архитектора Рохериу Каваки. Включает четыре зала: аудиториум, театральное кафе, кинозал и театральный зал. Театр находился в ведении Фонда науки и развития.
В октябре 2012 года городское собрание Порту одобрило прекращение деятельности Фонда науки и развития, и театр Кампу-Алегри перешёл в ведение городского совета Порту, который, наряду с Университетом Порту, был одним из главных учредителей упразднённого фонда и на протяжении многих лет оказывал спонсорскую поддержку театру, в частности во время приобретения театрального оборудования.
В 2000—2013 годах на сценах Кампу-Алегри выступала театральная труппа Сейва Трупе — Театру Виву. Собственная театральная труппа была основана в 2001 году. Известной среди зрителей её сделали поэтические циклы «Чтение по четвергам» и инициативы Образовательной службы. Кинотеатр «Сине-Эштудиу» предлагает коммерческую программу альтернативного кино «Медея Фильмс», уникальную для города Порту. На первом этаже здания проводятся ежедневные мероприятия, связанные со спектаклями, которые проходят в театральных залах. В настоящее время театр представляет собой экспериментальный центр, творческую лабораторию, в работе которой принимают участие как местные, так и приглашённые артисты.